# L'Indiscret aux bains de mer
L'Indiscret aux bains de mer va ser un curtmetratge mut francès de Georges Méliès de 1897. Va ser venut per la Star Film Company de Méliès i té el número 113 als seus catàlegs.
La pel·lícula forma part d'un petit grup de "subjectes madurs" arriscats (és a dir, stag film que va fer Méliès en aquesta època; d'altres incloïen Le Magnétiseur, En cabinet particulier, i Après le bal. Es considera que és una pel·lícula perduda.